# Arisaema umbrinum
Arisaema umbrinum är en kallaväxtart som beskrevs av Henry Nicholas Ridley. Arisaema umbrinum ingår i släktet Arisaema och familjen kallaväxter. Inga underarter finns listade.